# Marigné
Marigné ist eine Ortschaft und eine Commune déléguée in der französischen Gemeinde Les Hauts-d’Anjou mit 697 Einwohnern (Stand: 1. Januar 2022) im Kanton Tiercé im Arrondissement Segré im Département Maine-et-Loire und in der Region Pays de la Loire. Die Einwohner werden Marignéens genannt.
Die Gemeinde Marigné wurde am 15. Dezember 2016 mit Brissarthe, Champigné, Cherré, Contigné, Sœurdres und Querré zur neuen Gemeinde Les Hauts d’Anjou zusammengeschlossen.

## Geografie
Marigné liegt 61 Kilometer südöstlich von Le Mans und 28 Kilometer nordnordwestlich von Angers.

## Bevölkerungsentwicklung
| 1962                      | 1968 | 1975 | 1982 | 1990 | 1999 | 2006 | 2013 |
| ------------------------- | ---- | ---- | ---- | ---- | ---- | ---- | ---- |
| 637                       | 642  | 584  | 575  | 514  | 523  | 605  | 686  |
| Quelle: Cassini und INSEE |      |      |      |      |      |      |      |

## Sehenswürdigkeiten
- Mittelalterliche Turmhügelburg (Motte)
- Kirche Saint-Pontien aus dem 11./12. Jahrhundert, seit 1971 Monument historique
- Schloss La Perrine aus dem 19. Jahrhundert
- Schloss Le Port-Joulain aus dem 17. Jahrhundert
- Schloss La Ragotìère aus dem 17. Jahrhundert
- Schloss La Rochette aus dem späten 16. Jahrhundert

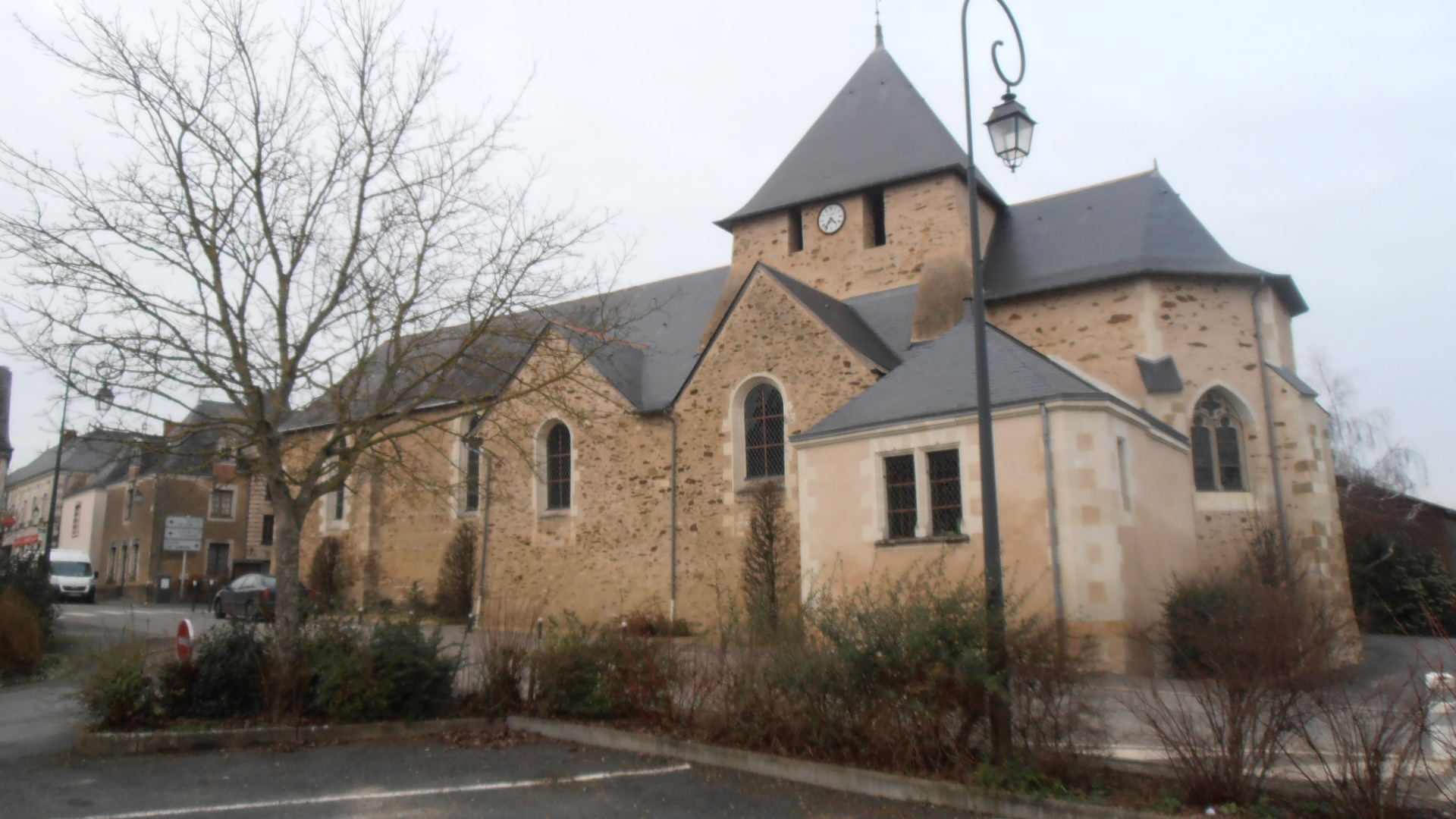
Kirche Saint-Pontien

## Persönlichkeiten
- Bernardin de Saint-François (1529–1582), Bischof von Bayeux (1572–1582)